# Sembouès
Sembouès é uma comuna francesa na região administrativa de Occitânia, no departamento de Gers. Estende-se por uma área de 2,65 km². Em 2010 a comuna tinha 62 habitantes (densidade: 23,4 hab./km²).